# Zapatos en la orilla del Danubio

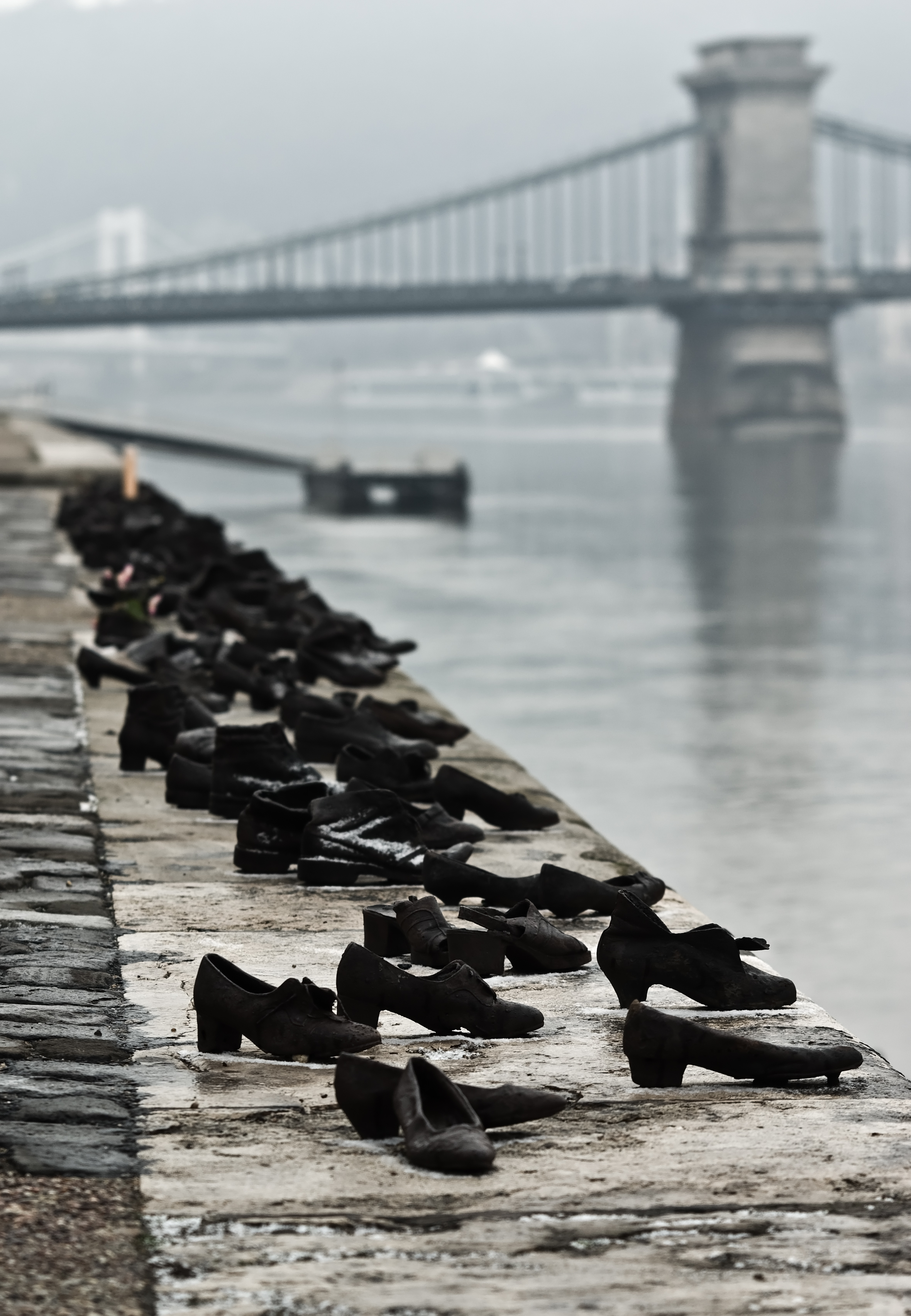
El monumento conmemorativo.

Los Zapatos en la orilla del Danubio (en húngaro: Cipők a Duna-parton) es un monumento conmemorativo erigido en 2005 en la ciudad de Budapest, capital de Hungría. Ideado por el director de cine Can Togay, lo creó en la orilla oriental del río Danubio con el escultor Pauer Gyula para honrar a los judíos masacrados por los milicianos húngaros fascistas pertenecientes al Partido de la Cruz Flechada en Budapest a finales de 1944 y principios de 1945, en las últimas fases de la Segunda Guerra Mundial (1939-1945), poco antes de que las fuerzas soviéticas liberaran Budapest. Se les ordenó que se quitaran los zapatos (los zapatos eran valiosos y podían ser robados y revendidos por los milicianos tras la masacre), y fueron fusilados al borde del agua para que sus cuerpos cayeran al río y fueran arrastrados. El monumento conmemorativo representa sus zapatos abandonados en la orilla.

## Memorial

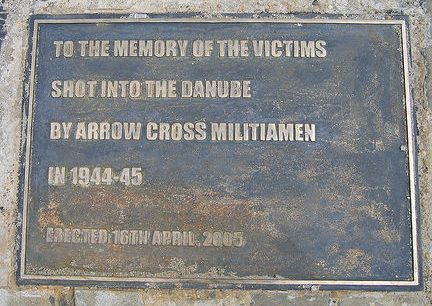
Placa conmemorativa.

El monumento se encuentra en el lado Pest del Paseo del Danubio en línea con el lugar donde la calle Zoltan se encontraría con el Danubio si continuara hasta allí, a unos 300 m al sur del Parlamento húngaro y cerca de la Academia Húngara de Ciencias; entre la plaza Roosevelt y la plaza Kossuth.
La composición titulada 'Zapatos en la orilla del Danubio' recuerda a las 3.500 personas, 800 de ellas judías, que fueron fusiladas en el Danubio durante la época del terror de la Cruz Flechada. El escultor creó sesenta pares de zapatos de hierro apropiados para la época.  Los zapatos están sujetos al terraplén de piedra, y detrás de ellos hay un banco de piedra de 40 metros de largo y 70 cm de alto.  En tres puntos hay carteles de hierro fundido con el siguiente texto en húngaro, inglés y hebreo: "A la memoria de las víctimas fusiladas en el Danubio por milicianos de la Cruz Flechada en 1944-45. fue erigido el 16 de abril de 2005"

## Historia
La mayoría de los asesinatos a lo largo de la orilla del río Danubio tuvieron lugar alrededor de diciembre de 1944 y enero de 1945, cuando los miembros de la policía húngara del Partido de la Cruz Flechada ("Nyilas") se llevaron hasta 20.000 judíos del recién creado gueto de Budapest y los ejecutaron a lo largo de la orilla del río. Tommy Dick describe la historia de un superviviente de estas operaciones en su libro Salir con vida y testimonio.
En febrero de 1945, las fuerzas soviéticas liberaron Budapest.
Durante la Segunda Guerra Mundial, Valdemar Langlet, jefe de la Cruz Roja sueca en Budapest, con su esposa Nina, y más tarde el diplomático Raoul Wallenberg y 250 colegas trabajaban sin descanso para salvar a la población judía de ser enviada a campos de concentración nazis; esta cifra aumentó más tarde a aproximadamente 400. Lars y Edith Ernster, Jacob Steiner, y muchos otros fueron alojados en la embajada sueca en Budapest en la calle Üllői 2-4 y en otros 32 edificios por toda la ciudad que Wallenberg había alquilado y declarado como extraterritorialmente suecos para intentar salvaguardar a los residentes.
El diplomático español Ángel Sanz Briz y el italiano Giorgio Perlasca hicieron lo mismo, salvado con ello la vida de más de cinco mil judíos mediante pasaportes españoles, en un principio a judíos de origen sefardí aprovechando un antiguo Real Decreto de 1924 durante la dictadura de Primo de Rivera y posteriormente a cualquier judío perseguido, haciéndolos pasar por sefardíes.
En la noche del 8 de enero de 1945, una brigada de ejecución de la Cruz Flechada obligó a todos los habitantes del edificio de la calle Vadasz a arrojarse a la orilla del Danubio. A medianoche, Karoly Szabo y veinte policías con bayoneta calada irrumpieron en la casa de la Cruz Flechada y rescataron a todos (véase también la portada del periódico de 1947 más abajo). Entre los salvados se encontraban Lars Ernster, que huyó a Suecia y llegó a ser miembro del consejo de la Fundación Nobel de 1977 a 1988, y Jacob Steiner, que huyó a Israel y llegó a ser profesor en la Universidad Hebrea de Jerusalén. El padre de Steiner había muerto por disparos de milicianos de la Cruz Flechada el 25 de diciembre de 1944, y cayó al Danubio. Su padre había sido oficial en la Primera Guerra Mundial y pasó cuatro años como prisionero de guerra en Rusia.
El Dr. Erwin K. Koranyi, psiquiatra en Ottawa, escribió sobre la noche del 8 de enero de 1945 en su libro Sueños y lágrimas: Crónica de una vida (2006), "en nuestro grupo, vi a Lajos Stoeckler" y "la policía apuntando con sus armas a los degolladores de Arrowcross. Uno de los policías de alto rango era Pal Szalai, con quien Raoul Wallenberg solía tratar. Otro policía con su abrigo de cuero era Karoly Szabo."
Ángel Sanz Briz, fue reconocido por Israel como Justo entre las Naciones en 1989. Ese mismo año también alcanzó ese honor Giorgio Perlasca.
Pal Szalai fue honrado como Justo entre las Naciones el 7 de abril de 2009 por ayudar a salvar a estos judíos húngaros.
Karoly Szabo fue honrado como Justo entre las Naciones el 12 de noviembre de 2012.

## Vandalismo en el 2014
En septiembre de 2014, el periódico israelí Ha'aretz informó del robo de varios zapatos de bronce del monumento al Holocausto del Danubio, citando al Budapest Beacon. Ha'aretz señaló que "no quedó claro de inmediato si el robo en Budapest, no lejos del edificio del Parlamento húngaro, fue un acto antisemita o una broma sin sentido". La policía dijo que no estaba investigando el caso porque no se ha denunciado ningún delito, dijo el periódico húngaro Nepszabadsag."